# Bebearia
Bebearia es un género de  Lepidoptera de la familia Nymphalidae,  subfamilia Limenitidinae, tribu Adoliadini.

## Subgéneros
- Bebearia (Apectinaria) (Hecq, 1990)
- Bebearia (Bebearia)
- Bebearia (Incertae sedis)

## Especies del subgéneroBebearia (Apectinaria)

### Especies grupobarce
- Bebearia (Apectinaria) barce ((Doubleday, 1847))

### Especies grupocomus
- Bebearia (Apectinaria) cinaethon (Hewitson, 1874)
- Bebearia (Apectinaria) comus (Ward, 1871)
- Bebearia (Apectinaria ikelemba) (Aurivillius, 1901)

### Especies grupoelpinice
- Bebearia (Apectinaria)  elpinice (Hewitson, 1869)
- Bebearia (Apectinaria) hassoni Hecq, 1998

### Especies grupomardania
- Bebearia (Apectinaria) cocalia (Fabricius, 1793)
- Bebearia (Apectinaria) cocalioides Hecq, 1990
- Bebearia (Apectinaria) guineensis (C. & R. Felder, 1867)
- Bebearia (Apectinaria) mardania (Fabricius, 1793)
- Bebearia (Apectinaria) orientis (Karsch, 1895)
- Bebearia (Apectinaria) senegalensis (Herrich-Schäffer, 1850)

### Especies grupoplistonax
- Bebearia (Apectinaria) arcadius (Fabricius, 1793)
- Bebearia (Apectinaria) plistonax (Hewitson, 1874)

### Especies gruposophus
- Bebearia (Apectinaria) sophus (Fabricius, 1793)

### Especies grupostaudingeri
- Bebearia (Apectinaria) staudingeri (Aurivillius, 1893)

### Especies grupotentyris
- Bebearia (Apectinaria) abesa  (Hewitson, 1869)
- Bebearia (Apectinaria) absolon (Fabricius, 1793)
- Bebearia (Apectinaria) amieti  Hecq, 1994
- Bebearia (Apectinaria) banksi Hecq & Larsen, 1998
- Bebearia (Apectinaria) carshena (Hewitson, 1870)
- Bebearia (Apectinaria) dallastai Hecq, 1994
- Bebearia (Apectinaria) languida (Schultze, 1920)
- Bebearia (Apectinaria) mandinga (C. & R. Felder, 1860)
- Bebearia (Apectinaria) micans Hecq, 1987
- Bebearia (Apectinaria) oxione (Hewitson, 1866)
- Bebearia (Apectinaria) partita (Aurivillius, 1895)
- Bebearia (Apectinaria) subtentyris (Strand, 1912)
- Bebearia (Apectinaria) tentyris (Hewitson, 1866)
- Bebearia (Apectinaria) winifredae Fox, 1965
- Bebearia (Apectinaria) zonara (Butler, 1871)

### Especies sin clasificar del subgéneroBebearia (Apectinaria)
- Bebearia (Apectinaria) osyris
- Bebearia (Apectinaria) paludicola

## Especies del subgéneroBebearia (Bebearia)

### Especies grupobrunhilda
- Bebearia (Bebearia) allardi Hecq, 1989
- Bebearia (Bebearia) brunhilda (Kirby, 1889)
- Bebearia (Bebearia) chriemhilda (Staudinger, 1895)
- Bebearia (Bebearia) congolensis (Capronnier, 1889)
- Bebearia (Bebearia) cottoni (Bethune-Baker, 1908)
- Bebearia (Bebearia) dowsetti Hecq, 1990
- Bebearia (Bebearia) fontainei Berger, 1981
- Bebearia (Bebearia) fulgurata (Aurivillius, 1904)
- Bebearia (Bebearia) hargreavesi D'Abrera, 1980
- Bebearia (Bebearia) laetitoides (Joicey & Talbot, 1921)
- Bebearia (Bebearia) periguinea Hecq, 1990
- Bebearia (Bebearia) schoutedeni (Overlaet, 1954)

### Especies grupocutteri
- Bebearia (Bebearia) ashantina (Dudgeon, 1913)
- Bebearia (Bebearia) baueri Hecq, 2000
- Bebearia (Bebearia) barombina (Staudinger, 1895)
- Bebearia (Bebearia) braytoni (Sharpe, 1907)
- Bebearia (Bebearia) chilonis (Hewitson, 1874)
- Bebearia (Bebearia) chloeropis (Bethune-Baker, 1908)
- Bebearia (Bebearia) cutteri Hewitson, 1865
- Bebearia (Bebearia) descarpentriesi Fox, 1968
- Bebearia (Bebearia) eliensis (Hewitson, 1866)
- Bebearia (Bebearia) equatorialis Hecq, 1989
- Bebearia (Bebearia) faraveli Oremans, 1998
- Bebearia (Bebearia) innocua Grose-Smith & Kirby, 1889
- Bebearia (Bebearia) jolyana Hecq, 1989
- Bebearia (Bebearia) luteola (Bethune-Baker, 1908)
- Bebearia (Bebearia) makala (Bethune-Baker, 1908)
- Bebearia (Bebearia) octogramma (Grose-Smith & Kirby, 1889)
- Bebearia (Bebearia) picturata Hecq, 1989
- Bebearia (Bebearia) raeveli Hecq, 1989

### Especies grupoflaminia
- Bebearia (Bebearia) bioculata Hecq, 1998
- Bebearia (Bebearia) denticula Hecq, 2000
- Bebearia (Bebearia) ducarmei Hecq, 1988
- Bebearia (Bebearia) defluera Hecq, 1998
- Bebearia (Bebearia) flaminia (Staudinger, 1891)
- Bebearia (Bebearia) fountaineana Hecq, 1998
- Bebearia (Bebearia) intermedia (Bartel, 1905)
- Bebearia (Bebearia) liberti Hecq, 1998
- Bebearia (Bebearia) nivaria (Ward, 1871)
- Bebearia (Bebearia) maximiana (Staudinger, 1891)

### Especies grupophantasia
- Bebearia (Bebearia) demetra (Godart, 1819)
- Bebearia (Bebearia) leptotypa (Bethune-Baker, 1908)
- Bebearia (Bebearia) maledicta (Strand, 1912)
- Bebearia (Bebearia) phantasia (Hewitson, 1865)
- Bebearia (Bebearia) phantasiella (Staudinger, 1891)
- Bebearia (Bebearia) phantasina (Staudinger, 1891)
- Bebearia (Bebearia) tini Oremans, 1998
- Bebearia (Bebearia) vinula Hecq, 1987

### Especies gruposeverini
- Bebearia (Bebearia) aurora (Aurivillius 1896)
- Bebearia (Bebearia) bouyeri
- Bebearia (Bebearia) discors Hecq, 1994
- Bebearia (Bebearia) improvisa Hecq, 2000
- Bebearia (Bebearia) juno  Hecq, 1990
- Bebearia (Bebearia) kiellandi Hecq, 1993
- Bebearia (Bebearia) laetitia (Plötz, 1880)
- Bebearia (Bebearia) lopeensis
- Bebearia (Bebearia) oremansi Hecq, 1994
- Bebearia (Bebearia) peetersi  Hecq, 1994
- Bebearia (Bebearia) phranza (Hewitson, 1865)
- Bebearia (Bebearia) severini (Aurivillius, 1898)
- Bebearia (Bebearia) tessmanni (Grünberg, 1910)

### Especies sin clasificar del subgéneroBebearia (Bebearia)
- Bebearia (Bebearia) inepta Hecq, 2001
- Bebearia (Bebearia) occitana Hecq, 1989
- Bebearia (Bebearia) omo Collins & Larsen, 2005
- Bebearia (Bebearia) warrengashi Hecq, 2000

## Especies del subgéneroBebearia(incertae sedis)
- Bebearia artemis
- Bebearia brazzai
- Bebearia clotho
- Bebearia crepuscularia
- Bebearia eremita Hecq, 2006
- Bebearia ivindoensis
- Bebearia pulchella Hecq, 2006
- Bebearia romboutsi Hecq, 2001
- Bebearia vandeweghei Hecq, 2005

## Localización
Las especies de este género se encuentran distribuidas en toda África.